# Hybanthus linearifolius
Hybanthus linearifolius là một loài thực vật có hoa trong họ Hoa tím. Loài này được (Vahl) Urb. mô tả khoa học đầu tiên năm 1908.